# Парижко споразумение (2015)
Парижкото споразумение е подписано на 12 декември 2015 г. по време на Парижката конференция по климата. Към ноември 2017 г. 195 държави са подписали споразумението, включително България. Споразумението влезе в сила на 4 ноември 2016.

## Предистория
Целите на споразумението са да се засили прилагането на Рамковата конвенция на Обединените нации по изменение на климата (РКООНИК), стартирана на срещата на върха за Земята (1992 г.) чрез:
- Ограничаване на глобалното затопляне до по-малко от 2 градуса по Целзий до 2050 г. в сравнение с периода преди индустриализацията. Целта е да се ограничи затоплянето до края на 21 век до само 1.5 ° C.
- Повишаване на способността за адаптиране към отрицателните последици от изменението на климата и насърчаване на устойчивостта на изменението на климата и намаляване на емисиите на парникови газове по начин, който няма да навреди на производството на храни.
- Насърчаване на потока от средства в областта на намаляването на емисиите на парникови газове и устойчивостта на изменението на климата.

Освен това споразумението има за цел да намали емисиите на парникови газове. Основното задължение на всяка от страните, подписали Парижкото споразумение, е да представи план на всеки пет години, в който подробно да се посочат начините, по които ще се предприемат мерки за справяне с изменението на климата.